# 白狐川
白狐川（びゃっこがわ）は、千葉県富津市を流れる二級河川である。百狐川とも。

## 経路
経路全域が富津市竹岡地内となる。鋸山東方の房総丘陵山中を水源として北流し、徐々に進路を北西向きに変え、竹岡地区の市街地付近で東京湾（浦賀水道）に注ぐ。下流の1キロメートルのみが二級河川指定区間となっている。

## 並行する道路
- 千葉県道91号竹岡インター線

## 交差する道路・鉄道
- 館山自動車道・富津館山道路
  - 左岸側に両高速道路の接続地点である富津竹岡インターチェンジが位置し、館山自動車道側の本線とランプウェイが川をまたぐ。
- JR内房線
- 国道127号